# Jantarová stezka
Jantarová stezka nebo též jantarová cesta je označení prastaré obchodní trasy spojující sever Evropy (pobřeží Baltu) s civilizačním centrem kolem Středozemního moře. Jantar, jakožto důležitá komodita a vysoce ceněná surovina s magickou mocí, která dala komunikaci jméno, byl po této trase dopravován od Baltu na jih, do Itálie, Řecka a dále Egypta dlouho před naším letopočtem a po něm. Třebaže ze severu byl dovážen především jantar, předmětem obchodu byly i jiné suroviny jako med, kožešiny, snad i otroci; z jihu pak to byly luxusní výrobky středomořských dílen.

## Pojmenování
Pojmenování Jantarové stezky v dalších jazycích: (litevsky Gintaro kelias, polsky Szlak Bursztynowy, německy Bernsteinstraße, maďarsky Borostyánút, rusky Янтарный путь, slovensky Jantárová cesta a italsky Via dell'Ambra.
Označení Jantarová stezka se objevilo poprvé v písemných zprávách římských autorů Tacita a Plinia Staršího. Plinius přinesl zprávu o urozeném Římanovi, který se za Neronovy vlády vypravil po Jantarové cestě k pobřeží Baltského moře s cílem získat zde jantar a dopravit ho do Říma. V době římské, tj. v době prvních čtyř století našeho letopočtu, byla stezka patrně využívána nejintenzivněji.

## Historie
Jantar byl pravěkými i starověkými civilizacemi používán především k výrobě šperků a ozdobných předmětů, a to nejen pro jeho efektní vzhled, ale i pro magickou moc, jež mu byla připisována; někdy se užíval i jako kadidlo, neboť po zahřátí vydává příjemnou vůni a má i dezinfekční účinky.
Nalezen byl až v Egyptě, v pohřební výbavě Egyptského faraona Tutanchamona, a mohl být dopravován až do svatyně boha Apollóna v starořeckých Delfách. Od Černého moře cesta pokračovala do Asie. Tato část cesty byla zároveň součástí Hedvábné stezky, další významné starověké obchodní cesty.
Ve středoevropském prostoru nejstarší ojedinělé doklady jantaru jsou z období mladšího paleolitu (jeskyně Pekárna na okraji Moravského krasu), ve větší míře se vyskytují v pozdním eneolitu (lid kultury zvoncovitých pohárů – především tzv. knoflíky s V-vrtáním), nacházejí se v době bronzové (např. náhrdelníky z Blučiny). Velké obliby doznává jantar v době halštatské, kdy kromě hotových výrobků (náhrdelníky z jantarových perel různých velikostí, závěsky, hlavice bronzových jehlic aj.) jsou známy ze sídlišť i dílny za zpracování jantaru (např. Brno-Královo Pole, Kuřim, Prostějov) s nálezy suroviny, polotovarů, odpadu i nepodařených výrobků. V místech výskytu na baltském pobřeží byl ovšem jantar těžen již od neolitu, místa těžby byla i východisky velmi intenzivního obchodu s touto surovinou, a to zhruba od druhé poloviny 2. tisíciletí př. n. l.; cílovou stanicí tohoto obchodu byly Řecko a Itálie, kde byl jantar vysoce ceněn jako surovina s magickou mocí.
V době laténské byl nepochybně intenzivní obchod s jantarem jedním z důvodů vzniku a rozkvětu především moravských oppid, která tvořila nejdůležitější střediska obchodu na trase Jantarové stezky v této oblasti. Např. na keltském oppidu Staré Hradisko byl výskyt jantaru tak masivní, že zde byl ve středověku dokonce těžen a prodáván jako kadidlo; to se promítlo v označení lokality jako „hora Kadidlná“ v zemských deskách olomouckého kraje z roku 1519, či jako „Hradisco, ubi myrrha effoditur“ (latinsky – Hradisko, kde je nacházena myrha) na mapě Moravy Jana Amose Komenského z roku 1627. V polovině posledního století před začátkem letopočtu se však v jižním sousedství Moravy, kterou můžeme do té doby považovat za nejvýhodnější tranzitní území, mění politická situace. Dochází ke konfliktu Keltů s norickým královstvím, dácké Burebistovo království expandovalo snad až po řeku Moravu, do té doby byl intenzívní obchod s římským územím podvázán a posléze se dostal pod kontrolu Římanů; naddunajská keltská oppida tak pozbývala jednu ze svých nejdůležitějších funkcí. Je možné, že vedle dalších vlivů (tlak Germánů a Dáků na sousední území) to byl jeden z důvodů, proč Keltové Moravu opustili.

## Trasa

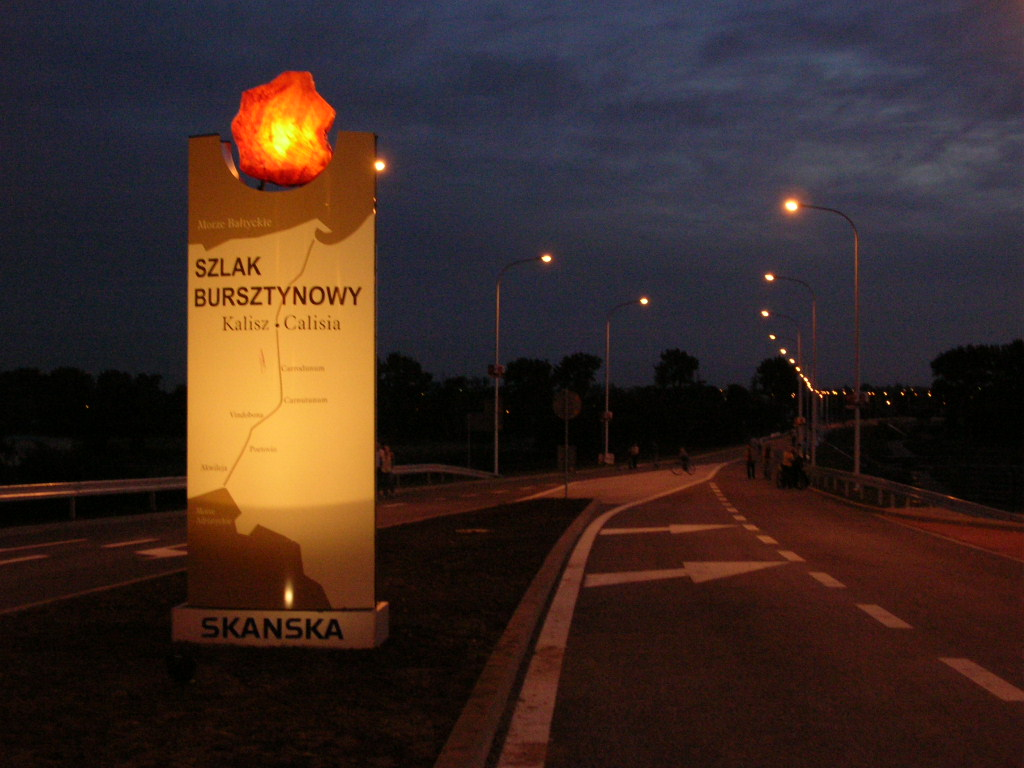
Poutač s vyobrazením jantaru a trasy Jantarové stezky v polské Kališi

Jantar byl z místa těžby na polském baltském pobřeží přepravován po obchodní trase, která po překonání polského území prošla nynější Moravou, sledovala východní obvod alpského masivu a končila na severním pobřeží Adriatického moře. V západnějších oblastech pozdější keltské oikumeny je hojnost výskyt jantaru zpočátku spíše malá, zvětšuje se teprve později, počínaje 6. stoletím př. n. l., kdy patrně zásah východních stepních nomádů do Karpatské kotliny způsobil alespoň částečný přesun obchodní trasy směrem k západu.
V době Římské říše vycházela hlavní větev Jantarové stezky ze severoitalské Aquileie, která byla střediskem obchodu s jantarem, podél východní strany Alp vedla k Dunaji, pokračovala patrně po levém břehu Moravy a dále Moravskou bránou (z Pustějova v tomto prostoru pochází zajímavý nález velkého kusu surového jantaru společně s řeckou mincí) do Slezska a na sever přes Kališ a Toruň k Baltskému moři.
Jiná větev zřejmě od Dunaje směřovala přes Devín u Bratislavy Povážím, přes Vlárský průsmyk se napojila na výše uvedenou trasu a pokračovala po ní dál přes Polsko až k dolní Visle a na baltské pobřeží.
O intenzitě tohoto dálkového obchodu vypovídá nález u Vratislavi, kde byla objevena tři velká skladiště z pozdně laténské fáze převorské kultury, obsahující přes 2 900 kilogramů jantarové suroviny.